# 岐阜羽島車站
岐阜羽島車站（日语：／ Gifu-hashima eki */?）是一位於日本岐阜縣羽島市福壽町，隸屬於東海旅客鐵道（JR東海）的鐵路車站。岐阜羽島車站是JR東海所屬的東海道新幹線沿線車站之一，也是岐阜縣唯一的新幹線車站。
該站於1964年啟用時只有新幹線經過，直到1982年名古屋鐵道（名鐵）所屬的羽島線通車，新設新羽島車站，方具有轉乘站的作用。但由於此站僅回聲號列車及部份光號列車有停靠，且羽島線班次較少，部份班次需在笠松車站換車。對於利用新幹線前往岐阜車站的旅客而言，在各車種皆停車的名古屋站轉搭東海道本線的列車，班次多且不需中途換車較為方便。

## 設站由來

### 政治車站
原本國鐵在1950年代東海道新幹線計劃階段時，岐阜縣方面爭取在縣内兩大主要城市岐阜市或大垣市設站，但這樣將造成路線過於迂迴，增加行車時間，國鐵表示設站不可行，惹來該縣的反彈。
時任縣知事松野幸泰請該縣選出的眾議院議員大野伴睦出面與國鐵協調，最後為了令路線不過度迂迴而又可在縣内設站，故選定在羽島市設站。因此該站被揶揄為「政治車站」；2013年在此站站前廣場設立大野伴睦夫婦的銅像。
山陽新幹線的新岩國車站同樣也認為是政治因素設的車站，被揶揄為「山陽的岐阜羽島車站」。

### 實際設站原因
1. 名古屋到米原兩站相距超過65公里，在中間設站讓慢車待避，可增加運行的安全性與排班彈性。
2. 本站西方的關原地區因地理因素，冬季經常有大雪，有需要在附近設置車輛基地給除雪車待命。

## 車站構造
岐阜羽島車站是一個配置有兩座島式月台、四條軌道的高架車站。除了本線之外，站區內還配置有多達四條的副線，是東海道新幹線沿線各中間車站中軌道最多的車站之一。這些副線的主要作用是在冬季期間，由於往大阪方向的關原地區（関ヶ原）經常會因大雪而暫時無法通行，造成列車臨時停駛或延誤時所使用的留置線。

### 月台配置
| 月台 | 路線         | 方向 | 目的地           | 備註                |
| ---- | ------------ | ---- | ---------------- | ------------------- |
| 0、1 | 東海道新幹線 | 上行 | 名古屋、東京方向 | 通常只限使用1號月台 |
| 2、3 | 東海道新幹線 | 下行 | 新大阪方向       | 通常只限使用2號月台 |

#### 配線圖
| ← 米原・ 京都・ 新大阪 方面 | 岐阜羽島駅 配線略図 | → 名古屋・ 新橫濱・ 東京 方面 |
| 图例 参考文献：             |                     |                               |

## 使用情況
根據「岐阜縣統計書」，2018年（平成30年）度1日平均上車人次為2,955人。東海道新幹線車站當中上車人次最少。
此站各年度1日平均上車人次如下表。
| 年度   | 1日平均 上車人次 |
| ------ | ---------------- |
| 1998年 | 3,308            |
| 1999年 | 3,237            |
| 2000年 | 3,351            |
| 2001年 | 3,228            |
| 2002年 | 3,026            |
| 2003年 | 3,206            |
| 2004年 | 3,312            |
| 2005年 | 3,264            |
| 2006年 | 3,252            |
| 2007年 | 3,224            |
| 2008年 | 3,077            |
| 2009年 | 2,810            |
| 2010年 | 2,786            |
| 2011年 | 2,713            |
| 2012年 | 2,812            |
| 2013年 | 2,818            |
| 2014年 | 2,800            |
| 2015年 | 2,845            |
| 2016年 | 2,824            |
| 2017年 | 2,908            |
| 2018年 | 2,955            |

## 相鄰車站
東海旅客鐵道
 東海道新幹線
名古屋－岐阜羽島－米原

### 來源
1. ↑  川島令三、『東海道ライン 全線・全駅・全配線 第5巻 名古屋駅 - 米原エリア』、p21, 講談社、2009年7月、ISBN 978-4062700153）
2. 1 2   (pdf). 岐阜県: 182. 2019-07  [2020-09-20].[]

## 外部連結
- 岐阜羽島 - 東海旅客鐵道

35°18′58″N 136°41′7″E / 35.31611°N 136.68528°E